# 君迁子
君迁子，又名黑棗、猴棗、豆柿，为柿科柿属下的一个种。它原產於欧亚大陆，从中国到南欧都有分布。君迁子在古希腊語中稱“Dios pyros”，即“諸神之果”，這亦是柿属屬名的來源。其果實味道像是櫻桃和棗混在一起。

## 延伸阅读
[在维基数据编辑]
 《欽定古今圖書集成·博物彙編·草木典·君遷子部》，出自陈梦雷《古今圖書集成》
- 維基物種上的相關：君迁子